# طاهر بن يحيى العلوي
طاهر بن يحيى العلوي هو الشريف أبو القاسم بن يحيى بن الحسن بن الحسين العلوي، أخذ العلم عن والده الذي يعتبر من أكبر مؤرخي المدينة. عاش والده هذا في القرن الثالث الهجري.